# Livanis Rivera
Livanis Rivera Pérez (ur. 15 sierpnia 1980) – portorykańska zapaśniczka walcząca w stylu wolnym. Zajęła piętnaste miejsce na mistrzostwach świata w 2002 i 2005. Ósma na igrzyskach panamerykańskich w 2003. Dwukrotna medalistka mistrzostw panamerykańskich, srebro w 2005. Trzecia na igrzyskach Ameryki Środkowej i Karaibów w 2002 roku.